# 新宋
《新宋》是一部由中國作家阿越撰写的架空歷史小說，讲述了现代大学生石越穿越到北宋，利用现代的知识积累，对北宋王朝的各个方面进行改革的故事。

## 劇情

### 十字
小說第一卷“十字”的情節發生于宋神宗時期，熙寧二年（西暦1069年）。
21世紀的歷史系大學生石越，無故穿越到北宋年間的開封，偶遇商人家庭出身的唐棣，通過千年之後的知識與技術，使唐氏的生意突飛猛進，也通過重新解釋《論語》與堯舜禹時期的政治贏得盛名。而後逐步進入仕途，與王安石、司馬光、呂惠卿等北宋政治家周旋捭闔，與沈括、蘇軾、程顥、程頤等北宋名士交遊論道，通過引進了報紙、大學、流水線生產等新理念加入了北宋神宗改革的大幕。

### 权柄
“新宋”第二卷“权柄”主要讲述了石越成为陕西路安抚使后，讨伐西夏的故事。

### 燕云
石越至杭州做官，並組建一批商船至倭國及高麗進行交易。

## 出版狀況

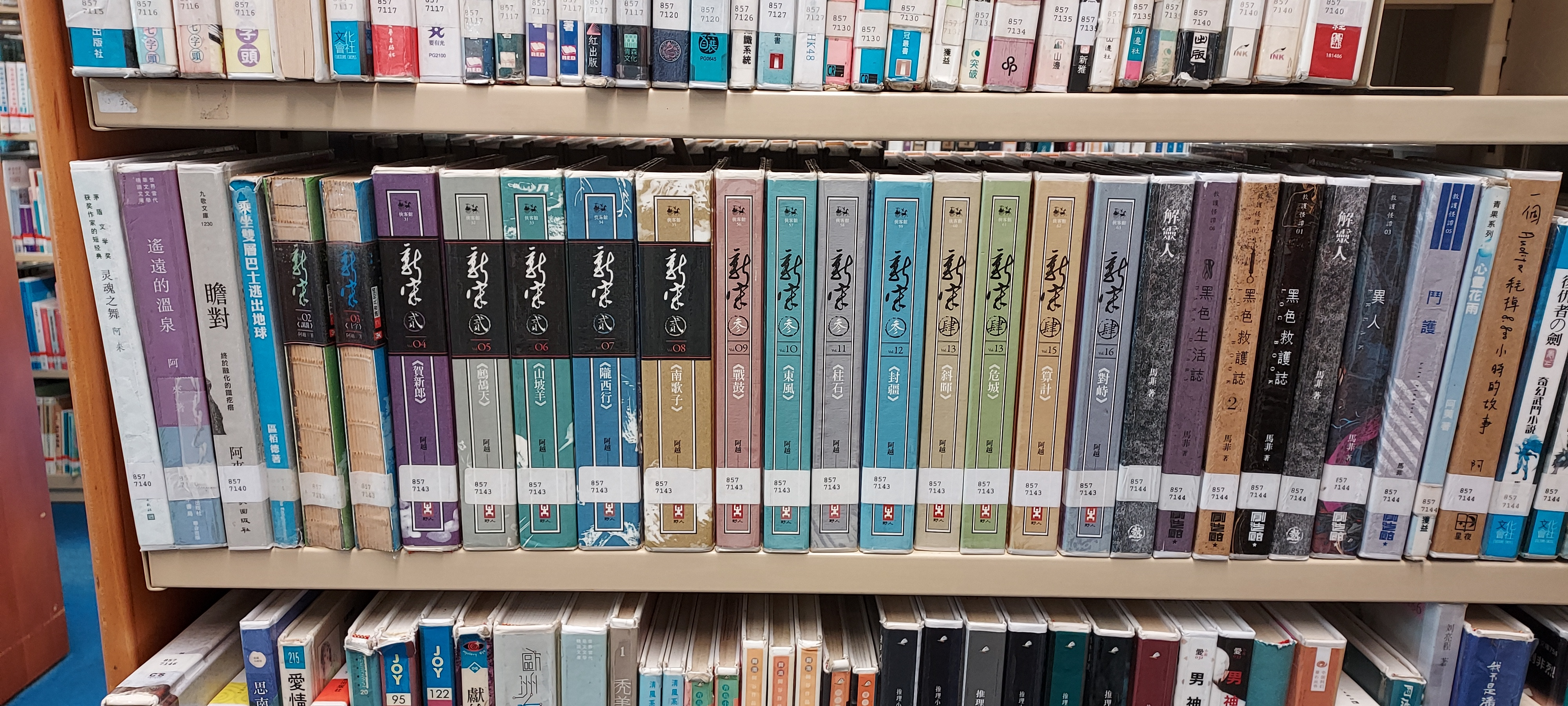
於香港將軍澳圖書館陳列的《新宋》全套四卷16冊繁體字版本，野人文化出版。當中第一冊被借走。

截至2021年7月8日，《新宋》全套已出版的合共四卷16冊。最後一冊於2016年出版。繁體字版本由野人文化出版，被列入「俠客館系列」。

## 评论
有评论认为作者用他的对宋朝历史的思考，观照着自己的“新宋史”，以细腻的笔触推动着这段历史的发展；对宋代人物、风貌、习俗的细节，均考据有加。也有评论认为作者既没有让《新宋》成为影射史学，也没有让它成为炫才式的僵死的历史学知识，反而既对历史保持了必要的忠诚，同时他又通过石越这个人物，顽强而又鲜活地呈现了写作者个人的历史观。

## 荣誉
2009年，“新宋”系列在由中国作家出版集团、长篇小说选刊杂志社和中文在线共同举办的“网络文学十年盘点”活动中,获得“十佳优秀作品”的称号。

## 相似作品
- 宰执天下

## 外部連結
- 新宋 （页面存档备份，存于）